# Star-Crossed
Star-Crossed är en amerikansk TV-serie som sändes 17 februari 2014-12 maj 2014 i USA på TV-kanalen The CW. Serien är skapad av Meredith Averill, och medverkande skådespelare är Aimee Teegarden och Matt Lanter. Serien lades ner efter en säsong.

## Rollista (i urval)
- Aimee Teegarden som Emery
- Matt Lanter som Roman
- Malese Jow som Julia
- Titus Makin Jr. som Luksom
- Grey Damon som Grayson
- Natalie Hall som Taylor
- Chelsea Gilligan som Teri
- Greg Finley som Drake